# Пізнопали
Пізнопа́ли — село в Україні, у Ріпкинській селищній громаді Чернігівського району Чернігівської області. Населення становить 7 осіб на 2019 рік, більшість — літні пенсіонери. До 2020 орган місцевого самоврядування — Задеріївська сільська рада.

## Розташування
Село розташоване за 3 км від Білорусі, кордон із якою проходить по річці Сож. Найближче велике село — Задеріївка — розташоване за 5 км на південний захід. Інші два — Плехтіївка (1 км до села) і Суслівка (2 км до села) розташовані на схід, але теж або на грані вимирання (Суслівка) або вже вимерло (Плехтіївка).
Всі решта навколишніх сіл (крім Задеріївки, де знаходиться сільрада) теж на грані вимирання. На південний схід це — Лизунова Рудня, на схід — Олександрівка Друга, на північний схід — Клубівка.
До села веде грунтова дорога, в самому селі також грунтова дорога.

## Історія
Село входило до складу Роїської сотні Чернігівського полку Гетьманщини до 1781 року.
Під час Другої світової війни близько 40 жителів розстріляли німці (зі слів старожила Дмитра Базиля).
За радянських часів було до 100 дворів, був магазин, пошта, молочарка від колгоспу і клуб. Станом на 2019 рік хліб привозять раз 2 тижні.
12 червня 2020 року, відповідно до розпорядження Кабінету Міністрів України № 730-р «Про визначення адміністративних центрів та затвердження територій територіальних громад Чернігівської області», увійшло до складу Ріпкинської селищної громади.
19 липня 2020 року, в результаті адміністративно - територіальної реформи та ліквідації Ріпкинського району, село увійшло до складу Чернігівського району Чернігівської області.

## Населення
В кінці 80-х років за радянських часів в селі жило 40 мешканців. Станом на 2019 рік проживало 7 осіб, більшість — літні пенсіонери.

### Мова
Розподіл населення за рідною мовою за даними перепису 2001 року:
| Мова       | Кількість | Відсоток |
| ---------- | --------- | -------- |
| українська | 38        | 95.0%    |
| російська  | 1         | 2.5%     |
| білоруська | 1         | 2.5%     |
| Усього     | 40        | 100%     |

## Пам'ятник
У центрі села стоїть пам'ятник воїнам Другої світової війни.

## Цікавий факт
У травні 2019 року телеканал Інтер зняв сюжет про село.